# Райков, Борис Евгеньевич
Бори́с Евге́ньевич Райко́в (8 [20] сентября 1880, Москва — 1 августа 1966, Ленинград) — российский и советский методист-биолог, историк естествознания, видный педагог. Доктор педагогических наук (1944), профессор (1918). Действительный член АПН РСФСР (1945). Заслуженный деятель науки РСФСР (1961). Один из создателей отечественной методики преподавания биологии.

## Биография
Родился в Москве 8 (20) сентября 1880 года, крещён 21 сентября — внебрачный сын драматурга И. В. Шпажинского. Мать — баронесса Мария Евгеньевна фон Герта (1858—1941). Мария и Ипполит быстро разошлись и Борис воспитывался отчимом военным врачом Евгением Дмитриевичем Райковым (1839—1890).
В 1888 году поступил в частную московскую гимназию, продолжал образование в Санкт-Петербурге, где окончил с серебряной медалью Санкт-Петербургскую 8-ю гимназию (1899). В 1899 году поступил на физико-математический факультет Санкт-Петербургского университета, откуда через год был исключён за председательствование на студенческих сходках. В 1901 году был восстановлен и продолжил обучение, окончив естественное отделение физико-математического факультета в 1905 году.
В 1905—1915 годах был преподавателем естествознания Коммерческого училища в Лесном; также преподавал в частной гимназии Е. М. Гедда. С 1913 года, сначала по совместительству, до 1920 года преподавал методику естествознания на курсах при Петербургском психоневрологическом институте (по сведениям В. С. Волкова преподавал в институте зоологию). В 1918 году получил звание профессора, а после получения курсами статуса «Частного Петроградского университета», с 1916 года был проректором по студенческим делам. Издавал в это время серию непериодических сборников «Естествознание в школе»; был секретарём Общества распространения естественно-исторического образования (ОРЕО), после реорганизации которого в 1918 году стал его председателем.
После революции стал редактором двух журналов: «Естествознание в школе» и «Живая природа».
В 1921—1930 годах был профессором, заведующим им основанной кафедры методики естествознания в Третьем педагогическом институте. В ночь с 30 на 31 мая 1930 года был арестован по обвинению в антисоветской деятельности. Следователем по делу был печально известный сотрудник ОГПУ А. Ф. Шондыш. В январе-марте 1931 года в Крестах содержался в камере с Владимиром Чернавиным, — известным как один из немногих заключенных советских лагерей, бежавших за границу. Был приговорён к 10 годам ИТЛ и сослан в Карелию, в Кемь. Затем переведён на станцию Медвежья Гора; в 1934 году был досрочно освобождён, но ещё долгое время был лишён возможности вернуться в Ленинград, поэтому до 1940 года работал в Медвежьегорске заведующим санитарно-бактериологической лабораторией при поликлинике Беломорско-Балтийского комбината НКВД, затем в санатории.
В октябре 1941 года был эвакуирован в Архангельск, где стал работать в должности профессора в Архангельском педагогическом институте, а затем заведующим кафедрой естествознания и географии вечернего отделения. В это время читал не только курсы зоологии, но и физической географии, геологии, истории педагогики, школьной гигиены. По его инициативе в институте был создан естественно-географический факультет. В Архангельске Райков подготовил диссертацию «Очерки по истории эволюционной идеи в России до Дарвина», которую представил в Московский государственный педагогический институт им. В. И. Ленина. Учёный совет института 25 июля 1944 года без защиты диссертации присвоил ему учёную степень доктора педагогических наук.
В 1945 году он, наконец, вернулся в Ленинград. В 1945—1948 годах — профессор, заведующий кафедрой методики естествознания Ленинградского государственного педагогического института им. А. И. Герцена. Одновременно (с 1945) — заведующий сектором методики естествознания Ленинградского института педагогики АПН РСФСР. В 1948 году, после августовской сессии Всесоюзной академии сельскохозяйственных наук, был освобождён от занимаемых должностей. Тем не менее, одна должность у него сохранилась: с 1945 года до своей смерти он был научным сотрудником Института истории естествознания АН СССР, с 1953 года — только созданного ленинградского отделения этого института.
Умер 1 августа 1966 года на даче в посёлке Лисий нос. Похоронен на Богословском кладбище в Ленинграде.

## Вклад в науку
Занимался разработкой проблем истории и методики естествознания, в частности методики начального естествознания, зоологии, анатомии и физиологии человека и др. Внёс значительный вклад в развитие экскурсионного дела, в разработку методики практических занятий, самостоятельных работ, теории методов обучения естественным наукам.
Исследователь эволюционных идей в России до Дарвина; в фундаментальном труде «Русские биологи-эволюционисты до Дарвина» (т. 1-4, 1947-59) проанализировал эволюционные воззрения К. Ф. Вольфа, К. М. Бэра, К. Ф. Рулье, А. П. Богданова и др. В этой же книге впервые заявил о раннем русском эволюционисте Афанасии Каверзневе.